# Армійська вулиця (Київ)
Армі́́йська ву́лиця — вулиця в Голосіївському районі міста Києва, місцевість Мишоловка. Пролягає від Весняної до Золотоніської вулиці. 
Прилучається Хутірський провулок.

## Історія
Вулиця виникла в 30-ті роки XX століття під назвою 40-ва Нова, під цією ж назвою позначена на німецькій карті 1943 року. Сучасна назва — з 1944 року.

## Особистості
В будинку № 30/12 проживав Герой Радянського Союзу Михайло Цисельський.